# Menaquinona
Menaquinona o vitamina K
2 es el nombre de grupo dado a una familia de compuestos relacionados, generalmente divididos en menaquinonas de cadena corta (de la cual la menatetrenona o MK-4, es el miembro más importante), y las menaquinonas de cadena larga, de las cuales MK-7, MK-8 y MK-9 son las más reconocidas desde el punto de vista nutricional.

## Formas

Estructuras de vitaminas K. Las MK-4 y MK-7 son ambas subtipos de.

Todas las vitaminas K son similares en estructura; comparten un núcleo formado por un anillo quinona, pero difieren en la longitud y grado de saturación de la cola carbonada y del número de cadenas laterales que esta posee. El número de cadenas laterales se encuentra indicado en el nombre particular de cada menaquinona (por ejemplo, MK-4 significa que cuatro unidades moleculares de tipo isopreno se encuentran unidas a la cola carbonada), y esto influencia el transporte a diferentes tejidos diana.

## Mecanismo de acción
El mecanismo de acción de la vitamina K
2 es similar al de la vitamina K
1. Tradicionalmente, las vitaminas K son reconocidas como un factor requerido para la coagulación, pero las funciones desempeñadas por este grupo de vitaminas se revela mucho más complejo. Las vitaminas K desempeñan un papel esencial como cofactor de la enzima gamma-glutamil carboxilasa, la cual se encuentra involucrada en la carboxilación de las proteínas dependientes de vitamina K, esto es la conversión de los ácidos glutámicos (Glu) que forman parte de un péptido, a ácido γ-carboxi glutámico (Gla).
.

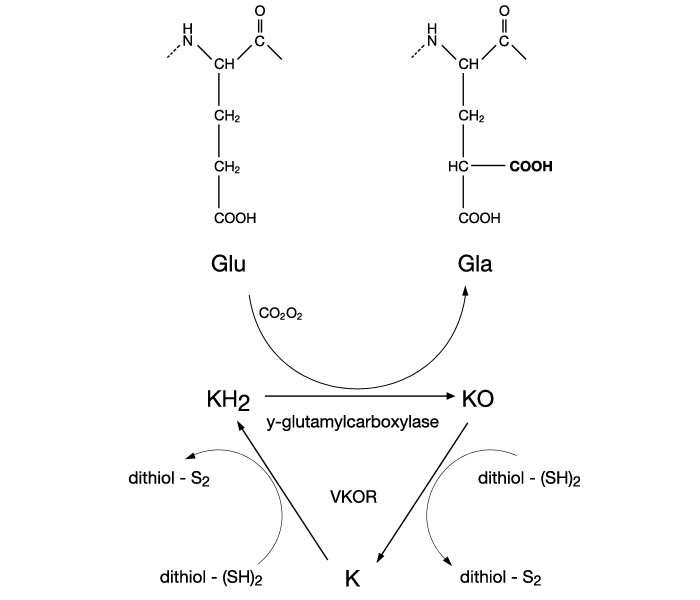
Reacción de carboxilación, ciclo de la vitamina K

La carboxilación de proteínas dependientes de vitamina K, conocidas como Proteínas Gla, es un proceso importante y sirve como vía de reciclaje para recuperar a la vitamina K de sus metabolitos de tipo epóxido (K0) para su reutilización en carboxilaciones. Se han descubierto varias proteínas humanas que contienen el dominio Gla y que son sintetizadas en diferentes tipos de tejidos:
- Factores de la coagulación (II, VII, IX, X), como así también las proteínas anticoagulantes (C, S, Z). Estas proteínas Gla se sintetizan en el hígado y desempeñan un importante papel en la homeostasis sanguínea.
- Osteocalcina. Esta proteína no colágena es secretada por los osteoblastos y desempeña un papel primordial en la mineralización del hueso.
- Proteína Gla matriz (MGP). Esta proteína inhibidora de la calcificación, se encuentra en numerosos tejidos, pero su papel más importante lo desempeña en cartílago y paredes de vasos arteriales.
- Proteína específica de detención del crecimiento 6 (GAS6). La GAS6 se secreta en los linfocitos y células endoteliales en respuesta al daño y ayuda a la supervivencia celular, proliferación, migración y adhesión.
- Proteínas Gla ricas en prolina (PRGP), proteínas Gla transmembrana (TMG) y periostina (GRP), cuya función precisa aún no ha sido explorada.

## Toxicidad
No se conocen efectos tóxicos asociados con altas dosis de menaquinonas. Los individuos que se encuentran tomando medicaciones anticoagulantes tales como la warfarina (cumarinas) deberían consultar con su médico antes de tomar vitamina K
2. A diferencia de otras vitaminas liposolubles, la vitamina K no se almacena en cantidad significativa en el hígado; por lo que no se han descrito niveles tóxicos. Los datos disponibles hasta el momento demuestran que la vitamina K no presenta efectos adversos en sujetos saludables. Se han publicado recientemente las recomendaciones para la ingesta diaria de vitamina K, coincidiendo además con el amplio margen de seguridad de la vitamina K: «Una búsquda en la literatura no revela evidencias de toxicidad asociada con la ingesta de vitamina  K
1 ni K
2». Sin embargo un punto de atención es la potencial interferencia de las vitaminas K con los tratamientos anticoagulantes orales. Los modelos animales, si son generalizables a humanos, muestran que MK-7 tiene una buena tolerancia.